# Otto Leonhard Hofsess
Otto Leonhard Hofsess (* 1533 in Murrhardt; † 18. September 1607 in Murrhardt) war ein  katholischer Priester, Benediktiner und Abt des Klosters St. Januarius in Murrhardt.

## Leben und Wirken

### Herkunft und frühe Jahre
Otto Leonhard Hofsess wurde in Murrhardt als Sohn des Klostervogtes Jakob Hofsess und seiner Ehefrau Margareta Höch geboren. Auf Betreiben seines Vaters trat er um das Jahr 1548 als Novize in das Murrhardter Kloster ein. Beim Ableben des damaligen Abtes Thomas Carlin im Juli des Jahres 1552 bestand der Konvent des Benediktinerklosters St. Januarius mit Hofsess nur noch aus fünf Ordensbrüdern.

### Die Abtwahl von 1552 und der Geheimvertrag mit Württemberg
Das Kloster Murrhardt befand sich nach dem Tod seines Abtes Carlin in einer schwierigen glaubens- und machtpolitischen Situation. Seit Jahrzehnten unternahmen die protestantischen Herzöge von Württemberg, Ulrich und sein Sohn und Nachfolger Christoph, verstärkte Anstrengungen, die katholische Abtei unter ihre vollständige Kontrolle zu bringen.
Offenbar auf Ratschlag des Murrhardter Klostervogtes Jakob Hofsess fasste Herzog Christoph den Entschluss, dessen Sohn Otto Leonhard Hofsess, trotz seines jugendlichen Alters von 19 Jahren und ohne die eigentlich nötige Wahl durch den Klosterkonvent, zum neuen Abt des Klosters Murrhardt zu ernennen; im Gegenzug verbriefte der Ernannte in einer geheimen Urkunde vom 16. August 1552 den Übertritt aller Mönche seiner Abtei zum protestantischen Glauben und die Unterstellung des Klosters unter die württembergische Oberhoheit und Rechtsordnung. Nach der Meldung des württembergischen Hofes über die angebliche Wahl von Hofsess verweigerte jedoch der vorgesetzte Bischof von Würzburg, Melchior Zobel von Giebelstadt, mit Hinweis auf die fehlenden Wahldokumente und dessen Minderjährigkeit die notwendige Einsetzung des neuen Abtes in sein Amt.
Deshalb wurde im Nachgang am 25. August 1552 durch Herzog Christoph eine Scheinwahl um die Abtswürde unter Leitung des Lorcher Priors Johann Hieronymus inszeniert. Neben ihm und zwei herzoglichen Abgesandten bestätigten die vier Konventualen der Murrhardter Abtei namens Stock, Lutz, Ganser und Lösch formell die Wahl des Otto Leonhard Hofsess zum neuen Abt des Klosters; die entsprechende Urkunde wurde dem Bistum Würzburg am 15. September 1552 vom Murrhardter Klostervogt vorgelegt. Bischof Melchior verweigerte Hofsess jedoch erneut die Zustimmung – dieses Mal unter Hinweis auf die fehlende Priesterweihe des Gewählten.
Somit war die zweite Bemühung gescheitert, vom Bischof die Anerkennung des jungen Hofsess als Leiter des Klosters Murrhardt zu erlangen. Einen dritten Versuch unternahm Herzog Christoph nicht mehr, Otto Leonhard Hofsess blieb als neuer Abt ohne bischöfliche Bestätigung.

### Übertritt zum Protestantismus, Inhaftierung und Amtsenthebung
Wie im Geheimvertrag vom 16. August 1552 vorgesehen, trat Hofsess kurz nach seiner Wahl zum protestantischen Glauben über – er war somit der erste evangelische Abt von Murrhardt. Erst 1635 gelang es den Benediktinern unter Abt Emmerich Fünkler für eine kurze Zeit, das Kloster im Rahmen des Restitutionsediktes wieder dem katholischen Glauben zuzuführen. Unter Hofsess' Führung verkleinerte sich der Konvent weiter; vier der verbliebenen Mönche wurden evangelische Geistliche und nur einer blieb, protestantisch geworden, als Mönch im Kloster.
Überhaupt erwies sich Otto Leonhard Hofsess in den folgenden Jahren in seiner geistlichen Tätigkeit als Abt so wenig geeignet, dass ihm Herzog Christoph zur korrekten Amtsführung einen erfahrenen Prediger beigeben musste. Auch auf die finanziellen Geschicke des Klosters hatte der neue Abt wenig Einfluss – die Führung der wirtschaftlichen Geschäfte wurden stillschweigend von seinem Vater, dem Murrhardter Klostervogt übernommen.
Massive Unterschlagungen und Fälle von Urkundenfälschung durch den Klostervogt führten schließlich dazu, dass Otto Leonhard Hofsess 1574 gemeinsam mit seinem Vater verhaftet und im württembergischen Staatsgefängnis Burg Hohenneuffen inhaftiert wurde. Obwohl sich alsbald seine Unschuld erwies, war Hofsess als Abt des Murrhardter Klosters für Herzog Christoph nicht mehr tragbar – er wurde unter Gewährung einer geringen Rente förmlich seines Amtes enthoben und lebte fortan als bis zu seinem Tod im Jahre 1607 in Murrhardt als Privatmann.

## Familie
Otto Leonhard Hofsess war in erster Ehe ab 1559 mit Anna Hofmann verheiratet; aus dieser Verbindung entstammte ein Sohn, Jakob. Diese Verbindung endete mit dem Tod der Ehefrau am 19. Januar 1567 – ihre Grabinschrift ist noch heute in der Murrhardter Walterichskirche erhalten. Um den 20. April 1567 ehelichte Hofsess dann die aus Cannstatt stammende Magdalena Schmeck, mit der er zwei Kinder, Margareta und Hans Leonhard, hatte.

## Sonstiges
Das gemeinsame Grabdenkmal des Otto Leonhard Hofsess und seiner zweiten Ehefrau hat sich bis heute in der Murrhardter Walterichskirche erhalten – es befindet sich als erster Stein von Osten an der Nordwand des Kirchenschiffs:
ECCE AGNVS DEI QVI TOLLIT PECCATA MVNDI. TVMVLVS //REVERENDI ET CLARISSIMI VIRI DOMINI OTTO[NIS] / LEONHARDI HOFFSASSII COENOBI MVRRHAR[DE(N)SIS] / AB AN(N)O CHRISTI 1552 PER AN(N)OS 22 ABB[ATIS] / DIGNISSIMI RVDE POSTMODVM PER AN(N)O[S 32 DO]/NATI AC DIE 18 (SEPTEM)BRIS AN(N)O 1607 PIE I[N CHRISTO] / DEFVNCTI AN(N)O AETATIS SVAE 72 CVI [DOMINVS] / LAETAM RESVRRECTIONEM LARGIATV[R AMEN] / INTEGRITAS RECTVMQVE TVVM ME CH[RISTE GVBERNAT]
(„Seht das Lamm Gottes, das die Sünden der Welt trägt. – Grab des ehrwürdigen und hochberühmten Mannes, des Herrn Otto Leonhard Hofsess, hochwürdigen Abtes des Klosters Murrhardt ab dem Jahr Christi 1552 für 22 Jahre, anschließend Pensionärs für 32 Jahre, der am 18. September 1607 im Alter von 72 Jahren fromm in Christo verstorben ist. Gott schenke ihm eine fröhliche Auferstehung. Amen. – Deine Lauterkeit und Makellosigkeit, Christus, leiten mich.“)
[Gott allein die Ehr] //An(n)o 1607 Am tag Bartho[lomei starb] / die Ehrn vnd Tugentsame Frauw Mag[dalena] / geborne Schmeckhin von Cantstatt des Erwirdig / Herrn Ottonis Leonhard Hoffsessen Alten Abbtz / zu Murrhardt A(n)dere Eheliche Hausfrauw die / bei Jme Lebte 40 Jahr 8 wochen 4 tag die ge=/bar Jme Ein dochter vnd Sohn mit Namen / Margreta vnd Hans Leonhardt v(n)d war Jr / gantzes Alter 59 Jahr deren Gott gnedig v(n)d / Bar(m)h(erzig) sein v(n)d ein Fröl(iche) Auffers(tehung) geben wölle A(men).